# Kinder auf der Landstraße
Kinder auf der Landstraße ist eine Erzählung von Franz Kafka, die 1903 entstand und 1913 im Rahmen des Sammelbandes Betrachtung erschien.

## Inhalt
Ein kindlicher Erzähler wird an einem Sommerabend von einer Schar anderer Kinder aus dem Haus seiner Eltern abgeholt. Obwohl er müde ist, reiht er sich ein und beteiligt sich an ihren ausgelassenen Spielen im Naturgelände. Als endgültig die Nacht hereinbricht, laufen die Kinder zurück ins Dorf. Der Erzähler aber verabschiedet sich von seinen Kameraden und läuft alleine wieder in den Wald zurück. Sein Ziel ist die ferne Stadt, von der es heißt, dass dort „die Narren wohnen, die nicht schlafen“.

## Form
Besonders eingangs ist der Text weniger psychologisch als vielmehr kinematographisch organisiert.
Im Zentrum steht die Erfassung einer kollektiven Dynamik, die die individuelle Motivation überlagert. Filmszenisch mutet die Szene an, weil sie Momentaufnahmen von Bewegung ins Zentrum rückt, ohne Intentionen oder Kausalität aufzuhellen. Allein die Gebärden der Laufenden, nicht aber die Ursache für ihr Tun interessieren den Erzähler.

## Textanalyse
Ungewöhnlich für Kafka ist das Eingebundensein des Erzählers in eine Gemeinschaft von Freunden und ebenso die Darstellung der Handlung in wohltuender Natur. Sprache und Agieren dieses Freundeskreises ist geprägt von Naivität und Optimismus. Immer wieder wird mit dem Ruf „Kommt!“ die Gemeinsamkeit beschworen. Die Dialoge werden im Stakkato-Rhythmus vorgetragen. Aber der Erzähler unterscheidet sich latent von den anderen. Bezeichnenderweise verwendet er ein für die Freunde unverständliches Wort, nämlich „Gnaden“, ein abstraktes Wort also. Die anderen äußern sich ausschließlich in ganz konkreten Aufforderungen.
Obwohl er die gemeinsamen Aktivitäten zu genießen scheint, bringt der Erzähler mehrfach seine Müdigkeit zum Ausdruck. Man könnte meinen, dass er der kindlichen Spiele müde ist, ohne es selbst recht zu wissen. Sein Satz: „Wenn man seine Stimme unter andere mischt, ist man wie mit einem Angelhaken gefangen“ zeigt, dass er die Gemeinschaft als einengend empfindet.
Als die Kinderschar zum Dorf zurückgeht, wirkt er wie elektrisiert. Er verabschiedet sich euphorisch mit Kuss und Handschlag von den anderen und macht sich schleunigst allein auf den Weg in die Stadt zu den schlaflosen Narren. Die Narren sind ein Symbol für Wesen mit aufregender Andersartigkeit. Es scheint, dass der junge Erzähler ihre Nähe sucht, weil er sich selbst heimlich ihnen mehr zurechnet als der vertrauten Kinderschar.

## Bezug zu anderen Kafka-Figuren und Deutungsansatz
Die Narren sind vergleichbar den Niemanden aus Der Ausflug ins Gebirge oder auch den kindlichen Gehilfen aus dem Romanfragment Das Schloss. Es ist eine Gegenwelt zu den einsamen Kafka-Junggesellen. Man begegnet hier der in frühen Kafka-Werken häufiger auftauchenden Ambivalenz von zwischenmenschlicher Nähe und Abgrenzung, von Zugehörigkeit und Entfremdung.
Dieses Prosastück könnte als Wunschstreben des Autors Kafka nach Vereinzelung im nächtlichen Schreiben an einem ersehnten anderen Ort gelesen werden und als Ausbruch aus dem familiärgesteckten Gefüge, das in diesem Text den elterlichen Garten als mit einem Gitter umzäunt beschreibt.
Eine Kinderschar taucht auch in Kafkas Romanfragment Der Verschollene auf, allerdings in für den Protagonisten Karl Rossman ungünstiger Weise, indem die Kinder dazu beitragen, Karls Flucht aus unangenehmer Situation zu verhindern.
Auch im Romanfragment Der Process wird eine Kindergruppe als hinderlich beschrieben.

## Ausgaben
- Kinder auf der Landstraße (Betrachtung). In: Bohemia, Prag 25. Dezember 1912 [Erstdruck].
- Franz Kafka: Sämtliche Erzählungen. Hrsg. Paul Raabe, Frankfurt am Main und Hamburg 1970. ISBN 3-596-21078-X.
- Franz Kafka: Die Erzählungen, Originalfassung Fischer Verlag, Roger Herms, 1997, ISBN 3-596-13270-3.
- Franz Kafka: Drucke zu Lebzeiten. Herausgegeben von Wolf Kittler, Hans-Gerd Koch und Gerhard Neumann. Fischer Verlag, Frankfurt/Main 1996, ISBN 3-10-038152-1, S. 9–14.

## Sekundärliteratur
- Peter-André Alt: Franz Kafka: Der ewige Sohn. München  2005, ISBN 3-406-53441-4.
- Peter-André Alt: Kafka und der Film. München 2009, ISBN 978-3-406-58748-1.
- Daniel Berg: Franz Kafka: „Kinder der Landstrasse“. Erschliessung und Verständnis. Bochumer germanistische Studien. Universitätsverlag N. Brockmeyer, Bochum 1995. ISBN 3-8196-0346-8.
- Barbara Neymeyr: Betrachtung. In: Manfred Engel, Bernd Auerochs (Hrsg.): Kafka-Handbuch. Leben – Werk – Wirkung, Stuttgart, Weimar 2010, S. 111–126, bes. 124 f. ISBN 978-3-476-02167-0.
- Hans Geulen: Franz Kafka: „Kinder auf der Landstraße“. Versuch und Risiko einer adäquaten Deutung. In: Hans Jürgen Scheuer, Justus von Hartlieb, Christina Salmen,  Georg Höfner (Hrsg.): Kafkas „Betrachtung“. Lektüren. Frankfurt a. M. 2003, S. 5–15.
- Hans Glinz: Methoden zur Objektivierung des Verstehens von Texten, gezeigt an Kafkas „Kinder der Landstraße“, In: Jahrbuch für Internationale Germanistik, 11, 1969, S. 75–107.
- Bettina von Jagow und Oliver Jahraus: Kafka-Handbuch Leben – Werk – Wirkung, Vandenhoeck & Ruprecht, 2008, ISBN 978-3-525-20852-6.